# Brandellia erythraea
Brandellia erythraea är en strävbladig växtart som först beskrevs av August Brand, och fick sitt nu gällande namn av Robert Reid Mill. Brandellia erythraea ingår i släktet Brandellia och familjen strävbladiga växter. Utöver nominatformen finns också underarten B. e. subexalata.